# National Security Operations Center

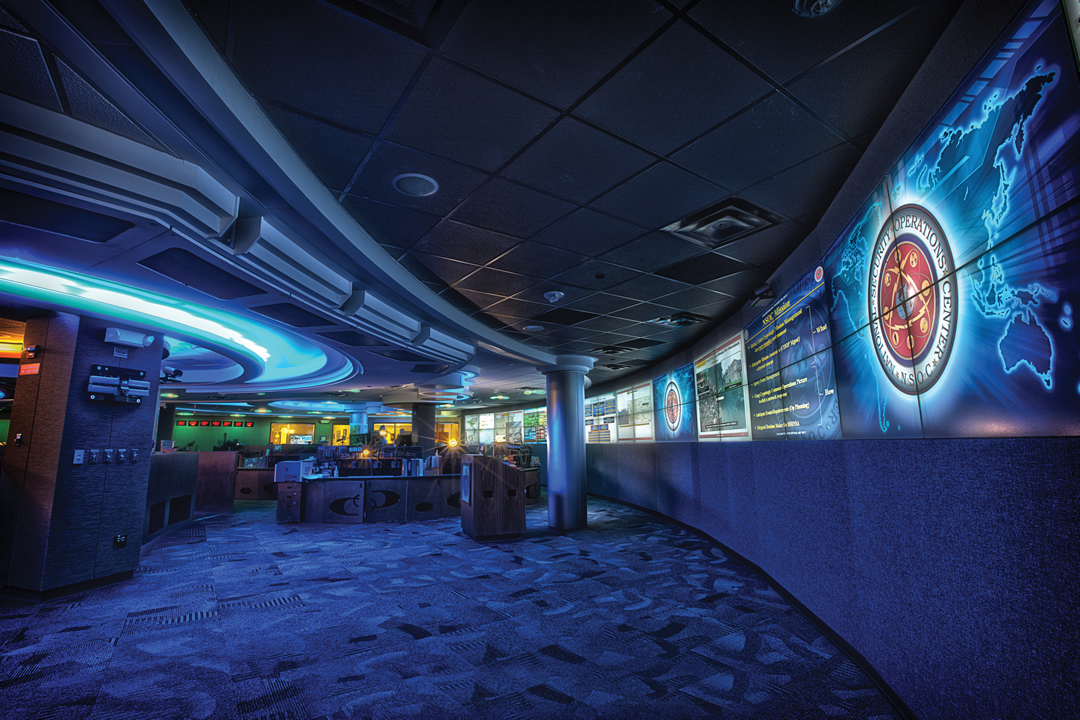
Das National Security Operations Center (NSOC) 2012

Das National Security Operations Center (NSOC) ist zusammen mit dem National Threat Operations Center (NTOC) als Teil der National Security Agency (dort als Directorate K und V) für die Spionageabwehr und Berichterstattung aktueller Operationen und Fernmelde- und Elektronische Aufklärung (SIGINT) für das US-amerikanische SIGINT-System (USSS) verantwortlich.

## Geschichte

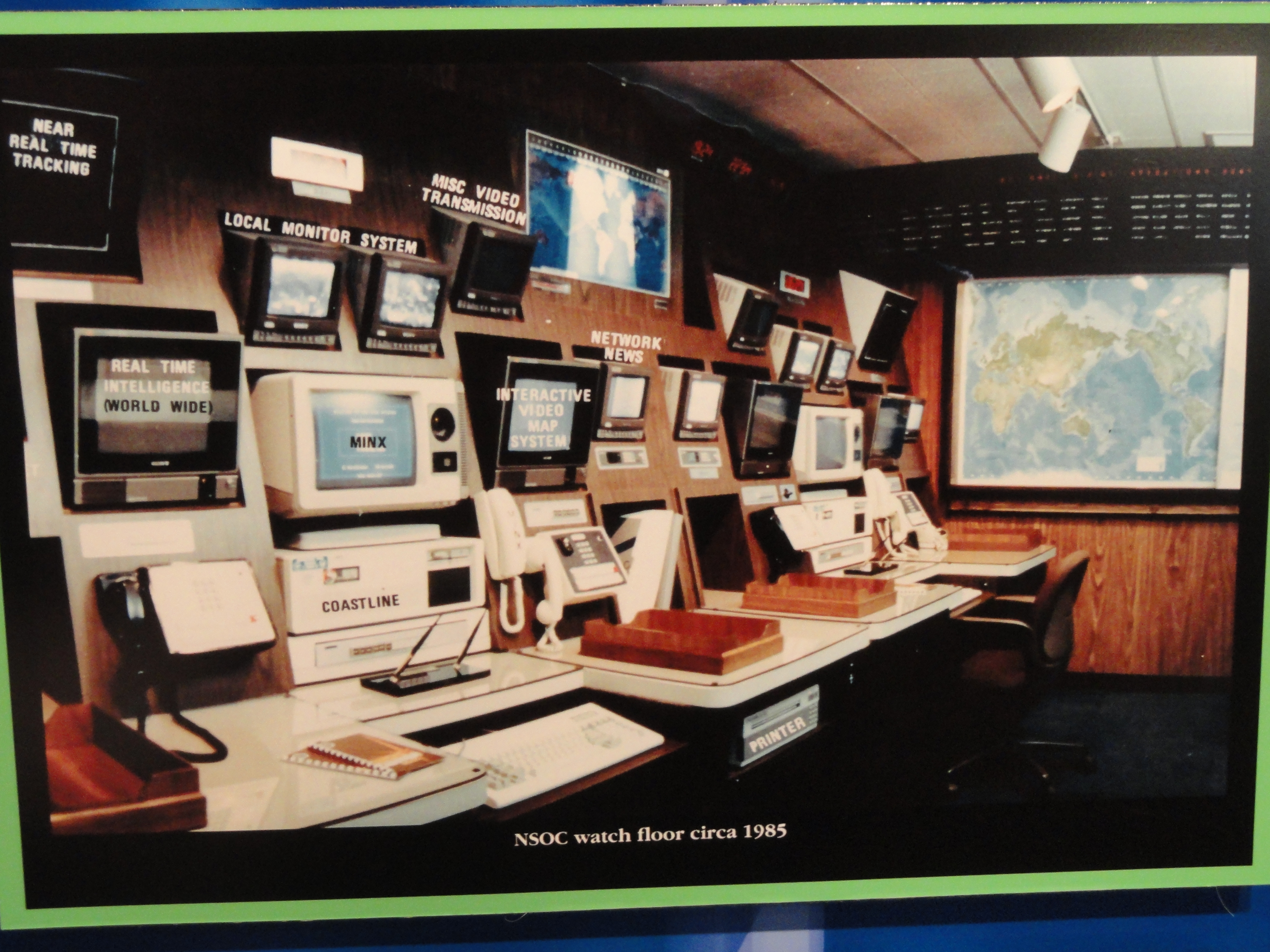
Das National SIGINT Operations Center (NSOC) circa 1985

1969 wurde ein EC-121 Patrouillenflugzeug der United States Navy über dem Japanischen Meer abgeschossen. In den folgenden Stunden waren die NSA-Verantwortlichen überfordert die nötigen Informationen zu sammeln, um eine koordinierte Antwort für die Agentur und die nationale Führung zusammenzustellen. Als Folge wurde im Jahr 1968 das National SIGINT Watch Center (NSWC) gegründet und 1973 in National SIGINT Operations Center (NSOC) umbenannt. 1996 erhielt das es seinen heutigen Namen. Nach den Terroranschlägen am 11. September 2001 wurde die Mission der NSOC infolge der Zielsetzung der US-amerikanischen Politik, der Globalen Überwachung, ausgeweitet.